# Halaga, Belgaum
Halaga là một làng thuộc tehsil Belgaum, huyện Belgaum, bang Karnataka, Ấn Độ.